# Tina Grassow
Tina Grassow (* 1. Mai 1988 in Sebnitz) ist eine ehemalige deutsche Shorttrackerin. Sie nahm 2006 an den Olympischen Spielen teil. Ihr größter Erfolg war der Gewinn des Europameistertitels im Jahr 2007.
Tina Grassow begann als Dreijährige mit dem Eiskunstlaufen und wechselte mit elf Jahren zum Shorttrack. Sie startete zunächst für den Verein ESC Dresden, ab 2001 für den daraus hervorgegangenen Eislauf-Verein Dresden. Trainiert wurde sie von  Jeroen Otten und Éric Bédard. Mit 14 Jahren nahm sie erstmals an nationalen Junioren-Meisterschaften teil und wurde wenig später ins deutsche Nationalteam aufgenommen. Sie startete bei der Juniorenweltmeisterschaft 2003 und erreichte als bestes Ergebnis über 1500 m das Halbfinale. Im folgenden Jahr nahm sie erneut an der Juniorenweltmeisterschaft teil, mit der Staffel wurde sie im Finale Vierte. Bei der Weltmeisterschaft 2004 in Göteborg bestritt sie ihre erste internationale Meisterschaft im Erwachsenenbereich, schied dort jedoch mit der Staffel im Vorlauf aus. Im Februar 2004 debütierte sie zudem im Weltcup. In der Saison 2004/05 nahm Grassow an allen sechs Weltcups teil. Über 500 m erreichte sie als bestes Einzelergebnis einmal das Viertelfinale. Mit der Staffel belegte sie in Hartford Rang zwei und errang damit erstmals einen Podestplatz im Weltcup. Sie nahm an allen Saisonhöhepunkten teil. Bei der Europameisterschaft in Turin gewann sie mit Bronze in der Staffel ihre erste internationale Medaille. Bei der Juniorenweltmeisterschaft verpasste sie als Vierte über 500 m eine Medaille hingegen knapp. Sie bestritt auch die Weltmeisterschaft in Peking. Dort wurde die deutsche Staffel im Vorlauf aber disqualifiziert. In der Saison 2005/06 gelang Grassow ihr größter Erfolg im Weltcup erneut mit der Staffel. Beim Weltcup in Den Haag erreichte sie als Zweite zum zweiten Mal das Podest. Bei der Europameisterschaft in Krynica-Zdrój erzielte sie ihr bislang bestes EM-Ergebnis in einem Einzelrennen. Über 1500 m erreichte sie das Halbfinale. Grassow qualifizierte sich für die Olympischen Spiele in Turin. Mit der Staffel belegte sie Rang sechs.
In der Saison 2006/07 erreichte Grassow als bestes Einzelergebnis beim Weltcup in Changchun erneut ein Halbfinale über 1500 m. Ihren sportlich größter Erfolg feierte sie bei der Europameisterschaft in Sheffield. In der Staffel wurde sie Europameisterin und gewann damit ihren einzigen internationalen Titel. In der Saison 2007/08 nahm Grassow bei drei Weltcups teil, ohne jedoch gute Platzierungen zu erreichen. Der Saisonhöhepunkt war erneut die Europameisterschaft in Ventspils, bei der sie mit der Staffel die Bronzemedaille gewinnen konnte. Sie wurde zudem erstmals Deutsche Meisterin und siegte dabei über 1500 m und im Mehrkampf.
In der Saison 2008/09 nahm Grassow an den beiden ersten Weltcups teil, zog sich zu Beginn des Jahres 2009 aber, mit gerade einmal 20 Jahren, vom Shorttrack zurück. Gründe dafür waren Probleme mit dem neuen Nationaltrainer Éric Bédard und die Konzentration auf ein Studium der Medienwissenschaften an der Hochschule Mittweida.
Neben dem Studium der Medienwissenschaft machte sie ihre Lizenz als Eiskunstlauftrainerin und arbeitete als Übungsleiterin. Zu einer Rückkehr zum aktiven Sport bewogen sie auch Nationaltrainer Michael Kooreman und die Aussicht auf die Olympischen Winterspiele 2014 in Sotschi.
2018 beendete sie ihre aktive Karriere.